# Подкост
Подкост є село, котре знаходиться  в Краловоградецькому краї, в окрузі Їчин. Відноситься до муніципалітету Лібошовиці,від котрого знаходиться приблизно 1,5 км на захід. В кадастровій территорії села є замок Кост.

## Історія

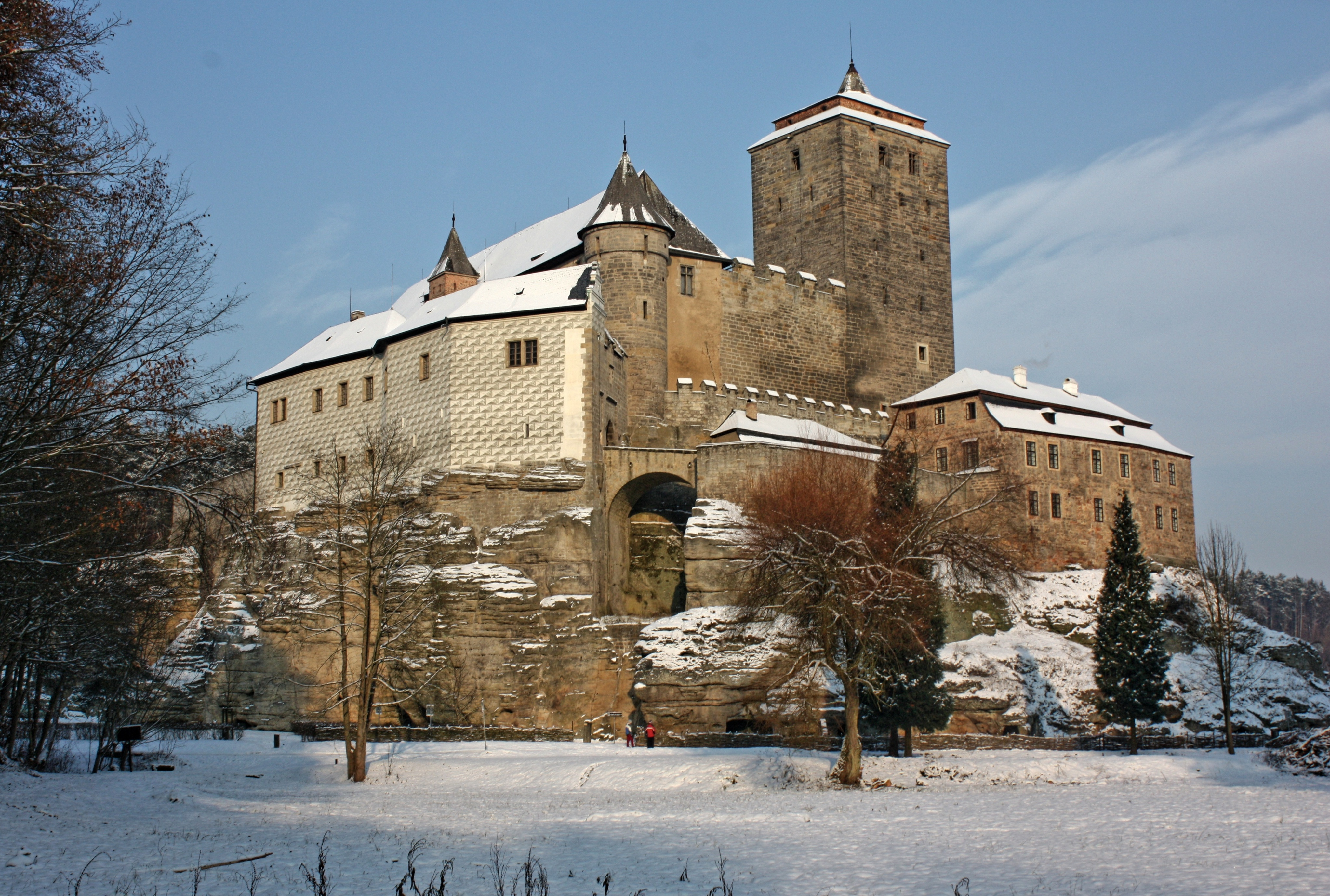
Замок Кост

Село було засновано в 1636 році. 

## Пам'ятки
- Замок Кост, національна культурна пам'ятка Чехії
- Статуя святого Доната, біля дороги навпроти № 24
- Статуя св. Яна Непомуцького, біля колишньої Семтинської липи
- † Семтинська липа, меморіальне дерево
- Природний заповідник долини Плаканек